# 新潟港駅

新潟付近鉄道路線図

新潟港駅（にいがたこうえき）は、新潟県新潟市沼垂にかつて存在した、日本国有鉄道の駅である。

## 概要
日満連絡のために開業するも戦後はその役目を失い、海陸連絡の貨物駅として機能したが、鉄道貨物衰退に伴い昭和61年に廃止された。

## 歴史
- 1942年（昭和17年）4月1日：開業[1]。 上野発新潟着の急行旅客列車のうち、客車1両を沼垂駅から当駅まで乗入[2]。
- 1958年（昭和33年）4月29日：沼垂駅 - 当駅間の旅客運輸営業廃止、これに伴い車扱貨物のみの取扱となる[3]。
  - 北鮮航路連絡旅客及び手荷物を取り扱うこととなっていたが、事実上その取扱がないため[4]。
- 1967年（昭和42年）5月1日：当駅分岐の専用線として万代公共臨港線（2.5km）開業[5]、旧万代駅付近まで線路が伸びる。
- 1986年（昭和61年）10月20日：廃止[6]。

## 隣の駅
日本国有鉄道
信越本線貨物支線（1986年廃止区間）
沼垂駅 - 新潟港駅